# Branko Maleš
Branko Maleš (Zagreb, 18. 1. 1949.) hrvatski je pjesnik i esejist te prevoditelj sa slovenskog i njemačkog jezika. Studirao je na Tehnološkom i Filozofskom fakultetu u Zagrebu.

## Djela
Radio je kao urednik književnih novina i časopisa (Off, Most, Republika, OKO) te rock-magazina Heroina.
Njegove su pjesničke zbirke Tekst, Praksa laži, Placebo, „biba posavec”, Trickster, Vertigo i Mutno. Prva je zbirka (Tekst, 1978.) bliska avangardizmu, strukturalističkim eksperimentima i jezičnom ludizmu, a u sljedećoj zbirci, Praksa laži, poigrava se popkulturnim iskustvom te poetikom spotova i stripova.
U svojim novinskim kolumnama koje je sabrao u djela Crveni zec (1989.) i Treniranje države (1994.) služi se ironijom, analizira hrvatsku političku scenu i njezine aktere iz pozicije slaba subjekta.
Prema motivima priča R. Carvera napisao je dramski tekst Prozori spavaćih soba (1997.) s M. Živkovićem.
Priredio je više zbiraka suvremene hrvatske proze i pjesništva, a objavio je i knjigu studija o sedam hrvatskih pjesnika pripadnika hrvatskog poetskog moderniteta (Razlog za razliku, 2002.) te esejističku zbirku Poetske strategije kraja 20. stoljeća (2010.).

### Priređene knjige
- Zbornik off poezije, Zagreb, 1979.
- Mlađa hrvatska proza u kontekstu poslijeratne prozne produkcije, Republika, Zagreb, 1979.
- Šum krila, šum vode (izbor iz poezije Vesne Parun), 1981.
- Sječivo za nevine (izbor iz poezije Branimira Bošnjaka), 1989.
- Goethe u samoposluživanju (izbor iz novije njemačke poezije), zajedno s D. Karamanom, Zagreb, 1989.
- Konac dana (izbor iz kratkih proza Vladana Desnice), 1990.
- Sredozemlje, sedmi put (izbor iz poezije Ivana Rogića Nehajeva), 1999.
- Orguljaš na kompjuteru (izbor iz poezije Slavka Jendrička), 1999.
- Pustinje neona (izbor iz poezije Ervina Jahića), Bošnjačka nacionalna zajednica Hrvatske, Zagreb, 2005.
- More nosi naranče u luku (izbor iz poezije Vesne Parun), Privlačica, Vinkovci, 2005.[2]

### Djela
- Tekst, poezija, Zagreb, 1978., 1989.
- Praksa laži, poezija, Rijeka, 1986.
- Crveni zec, kolumnistika, Zagreb, 1989.
- Placebo, poezija, Zagreb, 1992.
- Treniranje države, kolumnistika, Zagreb, 1994.
- Vani i unutra, dramski tekst, Quorum, 1995.
- „biba posavec“, poezija, Zagreb, 1996.
- Prozori spavaćih soba, dramski tekst, zajedno s M. Živkovićem, Zagreb, 1997.
- Trickster, poezija, Zagreb, 1998.
- Male ljubavi, eseji, Zagreb, 2000.
- Sjajno ništa, izbor iz poezije, Zagreb, 2002.
- Viva la vita, izbor poezije na talijanskom jeziku, 2002.
- Razlog za Razliku, studije o sedam hrvatskih pjesnika, Zagreb, 2002.
- Valosag elleni gyakorlatok (valogatott versek (1978. – 1998.), Fiatal Szegedi Irok Kore – Babelpress Bt, Szeged – Veszprem, 2005.
- Poetske strategije kraja 20. stoljeća, eseji 1, Lunapark, Zagreb, 2009.
- Poetska čitanka suvremenoga hrvatskog pjesništva (1950. – 2010.), izbor, Biblioteka Poezija, HDP, Zagreb, 2010.
- Vertigo, pjesme, Fraktura, Zaprešić, 2010.
- Mutno, pjesme, Biblioteka Poezije, HDP, Zagreb, 2017.[2]

## Nagrade
Dobio je Brankovu nagradu 1979. godine, nagradu Pavleka Miškine 1980., Goranov vijenac 2002. i nagradu Vladimir Nazor za zbirku Mutno 2017. godine.
Osvojio je Plaketu sv. Kvirina za sveukupan doprinos hrvatskom pjesništvu 2018. godine.